# سام سالت
الأميرال جيمس فريدريك توماس جورج «سام» سالت (بالإنجليزية: James Frederick Thomas George "Sam" Salt)‏ (19 أبريل 1940 - 3 ديسمبر 2009) كان ضابط كبير في البحرية الملكية البريطانية في أواخر القرن العشرين. كان قبطان السفينة إتش إم إس شيفيلد خلال حرب الفوكلاند وهي أول سفينة حربية بريطانية تغرق بسبب عدوان من عدو منذ نهاية الحرب العالمية الثانية.

## النشأة
ولد جيمس سالت في 19 أبريل 1940 في يوفيل في مقاطعة سومرست. والدته اسمها ليليان وكان ابن ضابط البحرية الملكية الملازم قائد جورج س. سالت الذي فقد في العمل قبل ستة أشهر من ولادة ابنه بينما كان في قيادة الغواصة إتش إم إس ترياد (إن53) خلال الحرب العالمية الثانية.

## المسيرة العسكرية
تلقى سالت تعليمه المبكر في كلية ولينغتون في مقاطعة باركشير. بعد تجنيده في البحرية الملكية البريطانية عين ضابط بعد مروره عبر الكلية البحرية الملكية البريطانية (1958-59).
بعد مهنة مبكرة على الأوعية السطحية في الستينيات تطوع سالت للواجب تحت سطح الأرض الذي فقد والده حياته حيث قاد الغواصة إتش إم إس فينوهيل من 1969 إلى 1971 ثم المدير التنفيذي لإتش إم إس ريسولوتيون من 1973 إلى 1974 ثم قيادة إتش إم إس دريدنوت من 1978 إلى 1979.

### حرب الفوكلاند
كان سالت في قيادة المدمرة إتش إم إس شيفيلد في 4 مايو 1982 عندما تعرضت للهجوم والدمار من قبل الطائرات البحرية الأرجنتينية بينما كانت تقوم بدورية في جنوب المحيط الأطلسي خلال الحرب على السيادة المتنازع عليها لجزر فوكلاند.

### القيادة العليا
بعد حرب الفوكلاند تولى قيادة المدمرة إتش إم إس ساوثامبتون. في منتصف الثمانينيات من القرن العشرين انتهت مسيرته البحرية وأصبح ضابطا في الأركان البحرية يشغل منصب مساعد رئيس الأركان (العمليات) في نورثوود ومدير المخابرات الدفاعية من 1986 إلى 1987. في ذلك الوقت تمت ترقيته إلى رتبة الأدميرال وكان في وقت لاحق الممثل البحري الأعلى في الكلية الملكية للدراسات الدفاعية. بينما كان مساعدا لرئيس الأركان البحرية كان مسؤولا عن تخطيط البحرية الملكية لتنفيذ حرب الخليج الثانية.

## التقاعد
بعد تقاعده من البحرية في عام 1997 عمل سالت بصفته الإدارية في عدد من أدوار التصدير والمبيعات والتسويق ذات الصلة بالدفاع في القطاع الخاص ثم تقاعد من هذا العمل في عام 2005. توفي سالت في عامه 69 في 3 ديسمبر 2009.

## الحياة الشخصية
تزوج سالت من بينيلوبي في عام 1975 وكان لديه أربعة أبناء.